# Distretto elettorale di Kapako
Il distretto elettorale di Kapako è un distretto elettorale della Namibia situato nella Regione di Kavango con 26.983 abitanti al censimento del 2011. Il capoluogo è la città di Kapako.
Altre località del distretto sono Gcugcuma e Siyandeya.